# Michael Porter
Michael Eugene Porter (Ann Arbor, Michigan; 23 de mayo de 1947) es un académico estadounidense, conocido por sus teorías económicas. Ostenta la cátedra Bishop William Lawrence en la Escuela de Negocios Harvard (HBS) y dirige el Institute for Strategy and Competitiveness de la misma escuela de negocios. Es globalmente reconocido en temas de estrategia de empresa, consultoría, desarrollo económico de naciones y regiones, y aplicación de la competitividad empresarial a la solución de problemas sociales, de medio ambiente y de salud.
Desde una orientación inicial a temas de competitividad, con innovaciones importantes como la cadena de valor, el modelo de las cinco fuerzas, los clusters, los grupos estratégicos o los conceptos de ventaja competitiva y estrategia, Porter ha ido poniendo cada vez más el foco en el entorno social de compañías y corporaciones, siempre desde esa orientación competitiva. Fruto de ello son sus aportaciones relativas a la responsabilidad social y el valor compartido.
Los trabajos de Porter han recibido el reconocimiento de numerosos gobiernos, corporaciones y círculos académicos. Destacado en varios rankings como el más influyente experto académico en dirección de empresas y competitividad, Porter es considerado como el padre de la estrategia empresarial y la consultoría actual.
Es autor de 18 libros y más de 125 artículos. Tras graduarse con honores en Ingeniería Mecánica y Aeroespacial por la Universidad de Princeton en 1969, obtuvo un MBA con distinción por la Harvard Business School, seguido por un doctorado en Economía Empresarial por la Universidad de Harvard (1973).

## Principales aportes

### Estrategia competitiva
El campo principal de trabajo de Porter es la estrategia competitiva. Su libro Competitive Strategy: Techniques for Analyzing Industries and Competitors, en sus 63 ediciones ha sido traducido a 27 idiomas. Su segundo libro de estrategia, Competitive Advantage: Creating and Sustaining Superior Performance, publicado en 1985, va ya por su edición 38. On Competition (1998) contiene sus principales artículos sobre el tema, incluido What is Strategy? (1996), publicado en Harvard Business Review. A ellos se ha añadido The Five Competitive Forces That Shape Strategy (2008), una versión revisada y ampliada de sus artículos sobre análisis de sectores industriales.

### Competitividad e innovación
The Competitive Advantage of Nations, publicado por Porter en 1990, presenta una nueva teoría sobre cómo interactúan naciones y regiones, así como sobre sus fuentes de prosperidad económica. Porter ha publicado trabajos posteriores sobre Nueva Zelanda, Canadá, Suecia, Suiza, Japón. También ha dedicado atención a la competitividad de estados, provincias y otras regiones subnacionales. Su obra ha servido de guía de innumerables políticas económicas nacionales y regionales.
En el mismo libro se presenta por primera vez el concepto de clústeres (concentraciones geográficas de industrias interrelacionadas y especializadas en un campo particular). Las ideas de Porter sobre los clústeres han generado un importante cúmulo de trabajos teóricos y prácticos en todo el mundo y cientos de iniciativas público-privadas de clústeres en prácticamente todos los países. El artículo «Clusters and Competition: New Agendas for Companies, Governments, and Institutions» y la obra On Competition presentan un resumen de esta realidad.
Porter es coautor (con el prof. Scott Stern y otros) de un corpus de trabajos sobre fuentes nacionales y regionales de innovación: The New Challenge to America's Prosperity: Findings from the Innovation Index (1999), The Determinants of National Innovative Capacity (2000), y Measuring the 'Ideas' Production Function: Evidence from International Patent Output (2000).

### Modelo de las cinco fuerzas
El objetivo es conocer las fuerzas más oportunas y las más amenazadoras, entender los determinantes de la rentabilidad posible, el atractivo del sector y las tendencias estructurales.
El modelo de las cinco fuerzas que actúen en contra de la rentabilidad del sector; que afectan el grado de competencia/rivalidad, es decir, las posibilidades de beneficio de un sector.
- F1: Rivalidad entre competidores actuales
- F2: Amenaza de competidores potenciales
- F3: Poder de negociación de proveedores
- F4: Poder de negociación de clientes
- F5: Amenaza de los productos sustitutivos

### Responsabilidad social corporativa y valor compartido
Las relaciones entre las estrategias empresariales y las cuestiones sociales importantes, como la pobreza, el entorno ambiental, la salud, son el tema de este tercer bloque de trabajos de Porter, al que está dedicando atención preferente estos años recientes.
A partir de su artículo en Harvard Business Review The Competitive Advantage of the Inner City, Porter funda en 1994 The Initiative for a Competitive Inner City, una organización privada sin ánimo de lucro de la que es presidente, para catalizar iniciativas de desarrollo de negocio en comunidades urbanas marginales y en riesgo de exclusión social en todo el país. Porter también ha escrito sobre desarrollo económico en áreas rurales.
En su artículo en Scientific American America's Green Strategy (1991), desarrollado más adelante en Toward a New Conception of the Environment-Competitiveness Relationship (1995), Porter introdujo la entonces controvertida teoría de que el progreso medioambiental y la competitividad económica no son contrarios, sino complementarios. La hipótesis, que ha producido una rica literatura a través de más de 100 artículos de muchos autores, está ganando hoy una amplia aceptación y se está convirtiendo en una referencia indiscutible para la práctica corporativa y la legislación. Cuiden la naturaleza.
Porter ha dedicado una atención creciente a la función social de corporaciones y grandes compañías. La evolución de su posición es perceptible en sus artículos sucesivos en Harvard Business Review con Mark Kramer Philanthropy's New Agenda: Creating Value (1999), The Competitive Advantage of Corporate Philanthropy (2002), Strategy and Society: The Link Between Competitive Advantage and Corporate Social Responsibility (2006), y Creating Shared Value: Redefining Capitalism and the Role of the Corporation in Society (2011).
Hay toda una trayectoria de pensamiento desde una idea inicial centrada en cómo las corporaciones pueden crear más beneficio social con su filantropía, hasta la creación de valor compartido en el sentido de crear a la vez valor económico (para empresas y compañías) y valor social (para las comunidades de su entorno). Esto es posible de tres formas: al atender a las necesidades de las comunidades y empresas del entorno geográfico o de negocio, al modificar la cadena de valor, o al crear nuevos productos y servicios. En ese último artículo Porter afirma que la función de las corporaciones ha cambiado: ya no es la generación de beneficios por encima de todo, sino más bien la generación de ese valor compartido.
En apoyo práctico de estas orientaciones, ha fundado junto con Kramer el Center for Effective Philanthropy y FSG, entidades sin ánimo de lucro para proporcionar asistencia y programas innovadores a corporaciones, fundaciones y organizaciones de servicios sociales.

### Índice de Progreso Social (SPI -Social Progress Index)
Porter lidera el trabajo sobre el nuevo indicador Índice de Progreso Social (SPI), modelo de medición humana que pretende mejorar los resultados del Índice de Desarrollo Humano (IDH) al incluir únicamente indicadores de resultado sociales. De esta manera, el SPI evita incluir indicadores puramente económicos, tales como el GDP, que son considerados indicadores de entrada y no necesariamente indicadores que reflejen verdaderos resultados sociales. El SPI ha mostrado alta correlación con el índice de pobreza, pero una correlación menor con la desigualdad. La última versión publicada es la de 2015.

## Actividad académica
Es titular de la cátedra Bishop William Lawrence en la HBS y director del Institute for Strategy and Competitiveness, creado expresamente por la Universidad para impulsar sus trabajos.
En 2000 fue promovido como University Professor], máxima distinción profesional que puede recibir un profesor de Harvard, con la que se premia una labor académica excepcional.
Entre otras actividades en Harvard, su curso Microeconomics of Competitiveness, abierto a estudiantes de toda la universidad, se imparte también en asociación con más de 80 universidades de todo el mundo. También dirige el programa New CEO Workshop, impartido dos veces al año, exclusivamente por invitación.

## Asesoría e inspiración
Fue asesor estratégico de alta dirección en numerosas compañías internacionales de primer nivel (entre ellas Caterpillar, DuPont, Procter & Gamble, Royal Dutch Shell, Scotts Miracle-Gro, Sysco, Taiwan Semiconductor Manufacturing Company), organizaciones deportivas (Boston Red Sox), organizaciones comunitarias y educativas, empresas públicas (Thermo Fisher Scientific Corporation, Parametric Technology Corporation).
Es asesor activo del Gobierno norteamericano y del Congreso. Es también fundador y miembro del Comité Ejecutivo del Council on Competitiveness, organización privada que aglutina a los líderes de las mayores corporaciones, entidades y universidades del país.
Ha trabajado estrechamente con líderes de negocios de Venezuela, Costa Rica, Panamá, Chile, Armenia, Colombia, Irlanda, Rusia, Arabia Saudí, Singapur, Taiwán, Reino Unido, con los gobiernos de Canadá, India, Portugal, Nueva Zelanda, con los estados de Massachusetts, Connecticut, South Carolina, y con los gobiernos de las comunidades autónomas de Cataluña y Euskadi.

## Reconocimientos
El profesor Porter ha sido premiado y distinguido por sus trabajos en estrategias de empresa, de desarrollo económico y de solución de problemas sociales. Entre otros:
- Premio David A. Wells en Economía (1973, Harvard University) por sus investigaciones en organización industrial.
- Premio Graham and Dodd (1980, Financial Analysts Federation).
- Premio George R. Terry (1985, Academy of Management) por su obra Competitive Advantage.
- Elegido miembro de academias internacionales: International Academy of Management (1985), Academy of Management (1988),[1] Royal Swedish Academy of Engineering Sciences (1991),[1] Honorary Fellow of the Royal Society of Edinburgh (2005).
- Premio Charles Coolidge Parlin (1991, American Marketing Association)[1] por sus aportaciones en los campos de marketing y estrategia empresarial.
- Nominación como Richard D. Irwin Outstanding Educator (1993, Academy of Management).
- Premio Adam Smith (1997, National Association of Business Economists).
- Creación (2001) del Porter Prize, distinción anual instituida con su nombre en Japón para premiar a las compañías japonesas líderes en estrategia.
- Máxima distinción (2003) de la Academy of Management, por su contribución educativa a la dirección empresarial.
- Medalla John Kenneth Galbraith (2005, American Agricultural Economics Association).
- Reconocimiento de la asamblea legislativa de South Carolina (2005) por sus esfuerzos de promoción del desarrollo económico del estado.
- Premio James A. Hamilton (2007) a la obra anual más destacada sobre salud, por su libro Redefining Health Care.
- Primer Premio a la Trayectoria Empresarial (2008, United States Department of Commerce), por su contribución al desarrollo económico.
- Porter ha recibido seis Premios McKinsey al mejor artículo del año en la Harvard Business Review.
- Asimismo, es doctor honorario por las siguientes instituciones: Stockholm School of Economics, Erasmus University (Países Bajos), HEC (Francia). Universidade Técnica de Lisboa (Portugal), Universidad Adolfo Ibanez (Chile), INCAE (Costa Rica); Universidad de Deusto (España), University of Iceland; Universidad de los Andes (Colombia), Instituto de Estudios Superiores de Administración (Venezuela), IHL-Leipzig Graduate School of Management (Alemania), Universidad San Martín de Porres (Perú); Johnson and Wales University (USA), Mt. Ida College (USA), McGill University (Canadá) y UPAEP (México).
- Condecoraciones: Creu de Sant Jordi[1] (Generalidad de Cataluña, España) y Orden de la Independencia Cultural Rubén Darío[1] (Gobierno de Nicaragua).

## Críticas
Una obra tan vasta no puede estar exenta de críticas, normales en ámbitos académicos. Frente a la relevancia y prestigio de sus trabajos, ha habido opiniones aisladas sobre cierta falta de soporte empírico o de sesgo en la selección de determinados casos de estudio.

## Obras principales
- Porter, M. E. (1979) How competitive forces shape strategy. Harvard Business Review, March 1979.
- Porter, M. E. (1980) Competitive Strategy: Techniques for Analyzing Industries and Competitors. Free Press, New York, 1980.
- Porter, M. E. (1985) Competitive Advantage: Creating and Sustaining Superior Performance. Free Press, New York, 1985.
- Porter, M. E. (1987) From Competitive Advantage to Corporate Strategy. Harvard Business Review, May 1987.
- Porter, M. E. (1990) The Competitive Advantage of Nations. Free Press, New York, 1990 & 1998.
- Porter, M. E. (1991) The Competitive Advantage of the Inner America's Green Strategy. Scientific American Apr. 1991.
- Porter, M. E. & Van der Linde, Claas (1995) Towards a New Conception of the Environment - Competitiveness Relationship. Journal of Economic Perspectives. Vol. 9, No. 4, 1995.
- Porter, M. E. (1996) What is Strategy?. Harvard Business Review, Nov/Dec 1996.
- Porter, M. E. (1998) On Competition. Harvard Business School Publishing, 1998.
- Porter, M. E. (1999) Clusters and Competition: New Agendas for Companies, Governments, and Institutions. Harvard Business School Press, 1999.
- Porter, M. E. & Stern, Scott (1999) The New Challenge to America's Prosperity: Findings from the Innovation Index. Council on Competitiveness, 1999.
- Porter, M. E. & Kramer, Mark (1999) Philanthropy's New Agenda: Creating Value. Harvard Business Review, Nov. 1999.
- Porter, M. E. & Stern, Scott and Furman, Jeffrey (2000) The Determinants of National Innovative Capacity. National Bureau of Economic Research, 2000.
- Porter, M. E. & Stern, Scott (2000) Measuring the 'Ideas' Production Function: Evidence from International Patent Output. National Bureau of Economic Research, 2000.
- Porter, M. E. (2001) Strategy and the Internet. Harvard Business Review, March 2001.
- Porter, M. E. & Stern, Scott (2001) Innovation: Location Matters. MIT Sloan Management Review, Summer 2001.
- Porter, M. E. & Kramer, Mark (2002) The Competitive Advantage of Corporate Philanthropy. Harvard Business Review, Dec. 2002.
- Porter, M. E. & Kramer, Mark R. (2006) Strategy and Society: The Link Between Competitive Advantage and Corporate Social Responsibility. Harvard Business Review, Dec. 2006.
- Porter, M. E. & Elizabeth Olmsted Teisberg (2006) Redefining Health Care: Creating Value-Based Competition On Results. Harvard Business School Press, 2006.
- Porter, M. E. (2008) The Five Competitive Forces That Shape Strategy. Harvard Business Review, Jan. 2008.
- Porter, M. E. & Kramer, Mark (2011) Creating Shared Value: Redefining Capitalism and the Role of the Corporation in Society. Harvard Business Review, Jan. 2011.